# Zandloperfiguur (meetkunde)

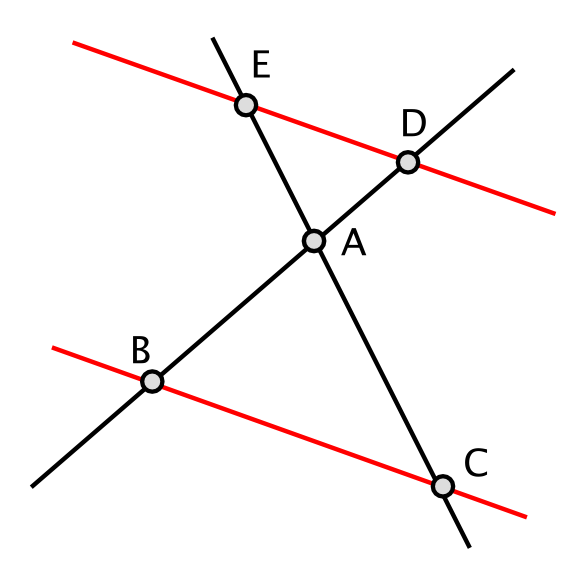

De zandloperfiguur is een meetkundige figuur, die uit twee driehoeken ABC en ADE bestaat, met een gezamenlijk hoekpunt A, zodat de beide overstaande zijden BC en DE van A evenwijdig zijn en het gezamenlijke hoekpunt A tussen deze twee zijden in ligt.
Uit een bijzonder geval van de Stelling van Thales volgt dat 
{\displaystyle {\frac {AD}{AB}}={\frac {AE}{AC}}={\frac {DE}{BC}}},
kortom dat ABC en ADE gelijkvormig zijn. Dit blijkt ook als we zien dat de hoeken bij B en D, respectievelijk C en E Z-hoeken zijn.
De snavelfiguur is een overeenkomstige figuur van twee gelijkvormige driehoeken, maar waarvan de een binnen de ander ligt.